# Burg Obřany
Die Ruine der Burg Obřany (deutsch Burg Obřany/Obrzan) befindet sich im Okres Brno-venkov in der Region Jihomoravský kraj in Tschechien. Sie liegt zwei Kilometer nordöstlich von Obřany oberhalb des Tals der Svitava. Das Gebiet gehört zum heutigen Katastergebiet von Kanice.

## Geschichte
Die Burg Obřany wurde vermutlich nach der Mitte des 13. Jahrhunderts von Gerhard von Zbraslav und Obřany auf einer Anhöhe östlich der gleichnamigen Ortschaft Obřany errichtet. Es ist möglich, dass der Bau bereits von Gerhards Vater Boček von Jaroslavice und Zbraslav begonnen wurde. Er hatte die Ortschaft Obřany 1251 von seinem Schwiegervater Přibyslav von Křižanov geerbt oder schon vorher als Heiratsgut seiner Frau erhalten. Da er schon vier Jahre nach seinem Schwiegervater starb, hätte er den Burgbau jedoch nicht vollenden können. Da Gerhard von Zbraslav und Obřany ab 1278 als erster das Prädikat „von Obřany“ (z Obřan) benutzte, ist es wahrscheinlich, dass er die Burg errichtet oder den Bau vollendet hatte.
Nach Gerhards Tod 1291 erbten dessen hinterlassene Besitzungen seine Söhne Boček († 1296) und Smil, mit dem 1312/13 die direkte Linie der Herren von Obřany erlosch. Vermutlich weil Smil zu Lebzeiten zu den Gegnern des böhmischen Königs Johann von Luxemburg gehörte, übertrug der König Burg und Herrschaft Obřany 1313 dem Heinrich von Leipa. Dieser ließ die unterhalb der Burg durchfahrenden Brünner Handelsleute überfallen und ausplündern. Deshalb wurde die Burg 1315 oder 1316 von einer Brünner Besatzung erobert und niedergebrannt. Ein Wiederaufbau erfolgte nicht mehr.